# Rita Wilden
Rita Wilden   (Leipzig, 9 d'octubre de 1947), nascuda Rita Jahn, va ser una atleta alemanya, especialista en els 400 metres, que va competir per la República Federal Alemanya durant les dècades de 1960 i 1970.
Durant la seva carrera esportiva va prendre part en tres edicions dls Jocs Olímpics. El 1968, a Ciutat de Mèxic destaca la sisena posició aconseguida en la final dels 4x100 metres relleus del programa d'atletisme. El 1972, a Múnic, és on aconseguí els seus èxits més importants en guanyar la medalla de plata en els 400 metres i la de bronze en el 4x400 metres relleus. En aquesta darrera prova va formar equip amb Anette Rückes, Inge Bödding i Hildegard Falck. El 1976 va disputar els seus tercers i darrers Jocs a Mont-real. Destaca la cinquena posició en el 4x400 metres relleus, mentre en els 400 metres relleus quedà eliminada en sèries.
En el seu palmarès també destaquen dues medalles al Campionat d'Europa d'atletisme, de plata en els 4x100 metres relleus el 1969 i de bronze en els 400 metres el 1974. Al Campionat d'Europa d'atletisme en pista coberta guanyà cinc medalles, quatre d'or i una de plata entre 1972 i 1976. A nivell nacional guanyà tres títols nacionals dels 200 metres (1968, 1969 i 1971) i cinc dels 400 metres (de 1972 a 1976). Durant la seva carrera va millorar nou rècords del món en diferents especialitats.

## Millors marques
- 100 metres. 11.71" (1976)
- 200 metres. 23.14" (1976)
- 400 metres. 50.88" (1974)[1][2]